# 新里町 (宇都宮市)
新里町（にっさとまち）は、栃木県宇都宮市にある町。住所を表記する際は新里町の後ろに甲・乙・丙・丁を付す。

## 概要
明治初年までは東新里と西新里の二か村と把握され、名主も別にいた。明治22年に近隣の戸祭、宝木、野沢、岩原の各村と合併し国本村となり、昭和29年11月、町村合併促進法により宇都宮市に編入合併した。

## 地理
宇都宮市の北西部、三方を丘陵状の山々に囲まれている。広大な町域の3分の2を山林が占め、南東部に平地がある。全域が市街化調整区域である。北西部は日光市（旧今市市）と接する。北東-南西方向に国道293号、北西-南東方向に栃木県道22号大沢宇都宮線が通り、新里町交差点で交わる。
- 山：鞍掛山（492.4 m）、半蔵山（502 m）、雲雀鳥屋（362 m）[11]
- 川：姿川[12]

北は石那田町、東は徳次郎町・宝木本町、南は岩原町・田下町、西は福岡町、北西は日光市猪倉に隣接している。南端のごく一部で駒生町・大谷町と接する。
宇都宮市役所による地域区分（16地区）では、新里町は国本地区（旧国本村）に含まれ、地域包括ケア支援センターの管轄区域である日常生活圏域（25地区）は、くにもと地区に属する。地区連合自治会区域（39地区）も大部分は国本地区に属するが、徳次郎西根自治会に加入する世帯は富屋地区に含まれる。
新里町の自治会一覧
| 町・字   | 地区連合自治会                                                                                | 自治会                                           |
| -------- | --------------------------------------------------------------------------------------------- | ------------------------------------------------ |
| 新里町甲 | 国本                                                                                          | 新里町一区                                       |
| 新里町乙 | 国本                                                                                          | 新里町一区、新里町二区、新里三区、神郷、久武、沢 |
| 新里町丙 | 国本                                                                                          | 新里三区、四区西、沢                             |
| 新里町丙 | 富屋                                                                                          | 徳次郎西根                                       |
| 新里町丁 | 富屋                                                                                          | 徳次郎西根                                       |
| 国本     | 新里町一区、四区西、四区大堀、新里団地、仁良塚、 宝木ニュータウン、岩本、フラワーニュータウン |                                                  |

### 小・中学校の学区
市立小・中学校に通う場合、学区は以下の通りとなる。
| 町・字   | 番地                            | 小学校         | 中学校     |
| -------- | ------------------------------- | -------------- | ---------- |
| 新里町甲 | 全域                            | 国本西小学校   | 国本中学校 |
| 新里町乙 | 全域                            | 国本西小学校   | 国本中学校 |
| 新里町丙 | 全域                            | 国本西小学校   | 国本中学校 |
| 新里町丁 | 461〜463、799〜1631、1720〜1757 | 国本中央小学校 | 国本中学校 |
| 新里町丁 | その他                          | 国本西小学校   | 国本中学校 |

申し出れば国本西小学校・国本中学校の通学区域の一部は、富屋小学校・晃陽中学校に変更することができる。

### 甲乙丙丁
新里町では大字として、甲乙丙丁が用いられている。これらは、明治4年の地券制度による徴税準備（地組改訂）のため、土地に番号をつけ所有者を明らかにすることになったとき、国本村の他の地域である岩原、宝木、野沢、戸祭はそのまま大字とされたが、広大な新里だけが4分割され、区分の符号として甲乙丙丁が付与され、新里甲、新里乙、新里丙、新里丁となった。甲乙丙丁は土地台帳での付番にとどまらず、本籍地と住所（明治19年内務省令により戸籍はすでに土地につけられていた地番によって表示され、住所は本籍地と同一とされた）にも使用された。
昭和37年の住居表示に関する法律では、住所だけに番号を付ける街区方式となり、新里でも所定の手続きにより甲乙丙丁を含めない住所表示ができるようになり、甲乙丙丁を含めない看板なども見られる。
自治活動や祭事などで一区、二区などのように甲乙丙丁それだけの集まりとなるようなことはなかった。
2021年（令和3年）4月30日現在の住民基本台帳人口
| 町・字   | 人口（人） | 世帯数（世帯） |
| -------- | ---------- | -------------- |
| 新里町甲 | 227        | 92             |
| 新里町乙 | 264        | 106            |
| 新里町丙 | 430        | 183            |
| 新里町丁 | 1,923      | 709            |
| 計       | 2,844      | 1,090          |

## 歴史
奈良時代に「犬飼庄新里郷」という地名が記録されており、古代から開けていた。新里郷は現代の新里町を中心に、田下町・田野町・福岡町・駒生町まで含んでいた。宇都宮氏の祖、宇都宮城の初代城主との説がある藤原宗円の埋葬地であると口碑に残り、宗円塚と呼ばれる墳墓がある。また、宗円ゆかりと言われる獅子舞が日枝神社に伝承されている。戦国時代の史料でも「新里郷」の文字が確認でき、弘治2年11月12日（ユリウス暦：1556年12月13日）付の書状によると、当時の新里郷は壬生氏の所領であり、壬生綱雄が3年後に伊勢神宮の皇大神宮（内宮）に参宮するまで、新里郷が納める年貢の中から200疋を御師の佐八太夫に進納することを約束したという。
近世には下野国河内郡に属し、新里村として宇都宮藩の配下にあった。村は東新里（新里東組）と西新里（新里西組）に分かれており、江戸時代末期の『旧高旧領取調帳』では、東新里村・西新里村として、2村の扱いになっている。徳次郎宿組合寄場（米市場）に属し、助郷として徳次郎宿に人足を出した。
明治の大合併で国本村の大字新里になり、昭和の大合併で宇都宮市の町・新里町となった。

### 町名の由来
1. 文字通り、「新しい里」（ニヒ〔＝新〕＋サト〔＝里〕）[23]・「新開地」を意味すると推定される[1][23]。新里のことを「西里」と書いた古文書が存在することを根拠として、「新しい里」説を否定する人もいる[21]。
2. 下都賀郡新里村（現・栃木市岩舟町新里）の人が当地へやって来て、新里と名付けた[21]。
3. 当地に住んでいた新里徳四郎という人物に由来する[21]。
4. 「西里」が変化した[21]。

## 経済
2015年（平成27年）の国勢調査によると、新里町の15歳以上の就業者数は1,397人で、産業別では多い順に製造業（199人・14.2%）、卸売業・小売業（190人・13.6%）、建設業（150人・10.7%）、医療・福祉（138人・9.9%）、農業・林業（122人・8.7%）となっている。2014年（平成26年）の経済センサスによると、全事業所数は122事業所、従業者数は1,106人である。具体的には多い順に、卸売業・小売業が27、建設業が26、製造業が14、サービス業（他に分類されないもの）が11、生活関連サービス業・娯楽業が9、飲食サービス業が8、学術研究・専門・技術サービス業と教育・学習支援業、医療・福祉が各5、運輸業、不動産業・物品賃貸業が各3、農業、保険業、協同組合が各2事業所となっている。全122事業所のうち63事業所が従業員4人以下の小規模事業所である。

### 農業
2015年（平成27年）の農林業センサスによると、農林業経営体数は84経営体（全経営体が家族経営）、農家数は126戸（うち販売農家は84戸）である。耕地面積は田が243 ha、畑が35 ha、樹園地が3 haである。販売金額第1位が稲作である農業経営体が53経営体と最も多く、第1位が露地野菜である経営体が12経営体でこれに続く。
特産品として、サトイモとネギが挙げられ、特にネギは「新里ねぎ」と呼ばれている。明治時代にはすでにこの2種の作物が特産品として記録されている。サトイモは稲作のできない地域における重要な畑作物であり、宇都宮市域では伝統的に栽培されてきた。煮しめや茹でて生醤油で食べる「茹で芋」・「泥芋」のほか、新里町や古賀志町では芋田楽にして食べられてきた。

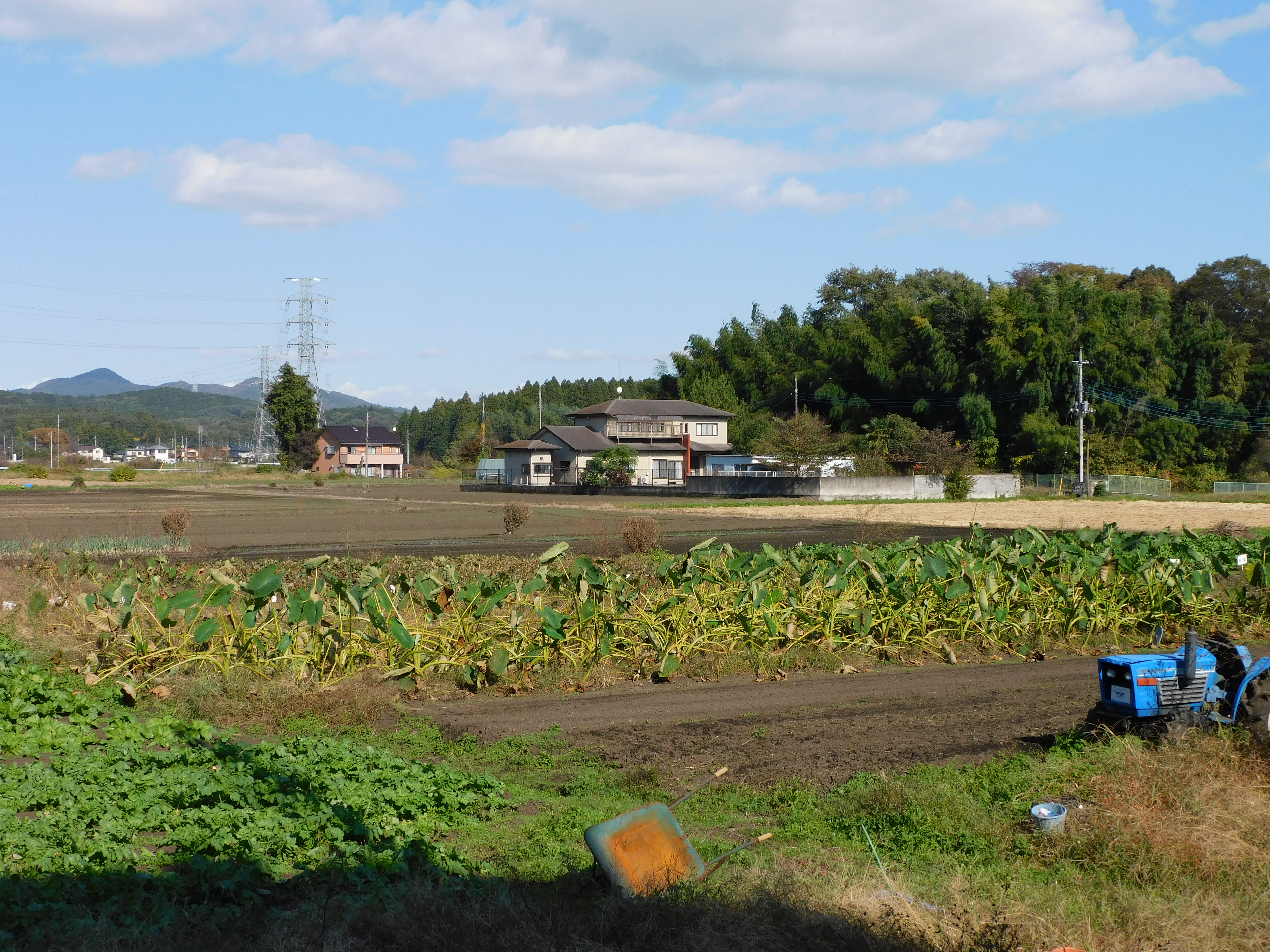
サトイモ畑
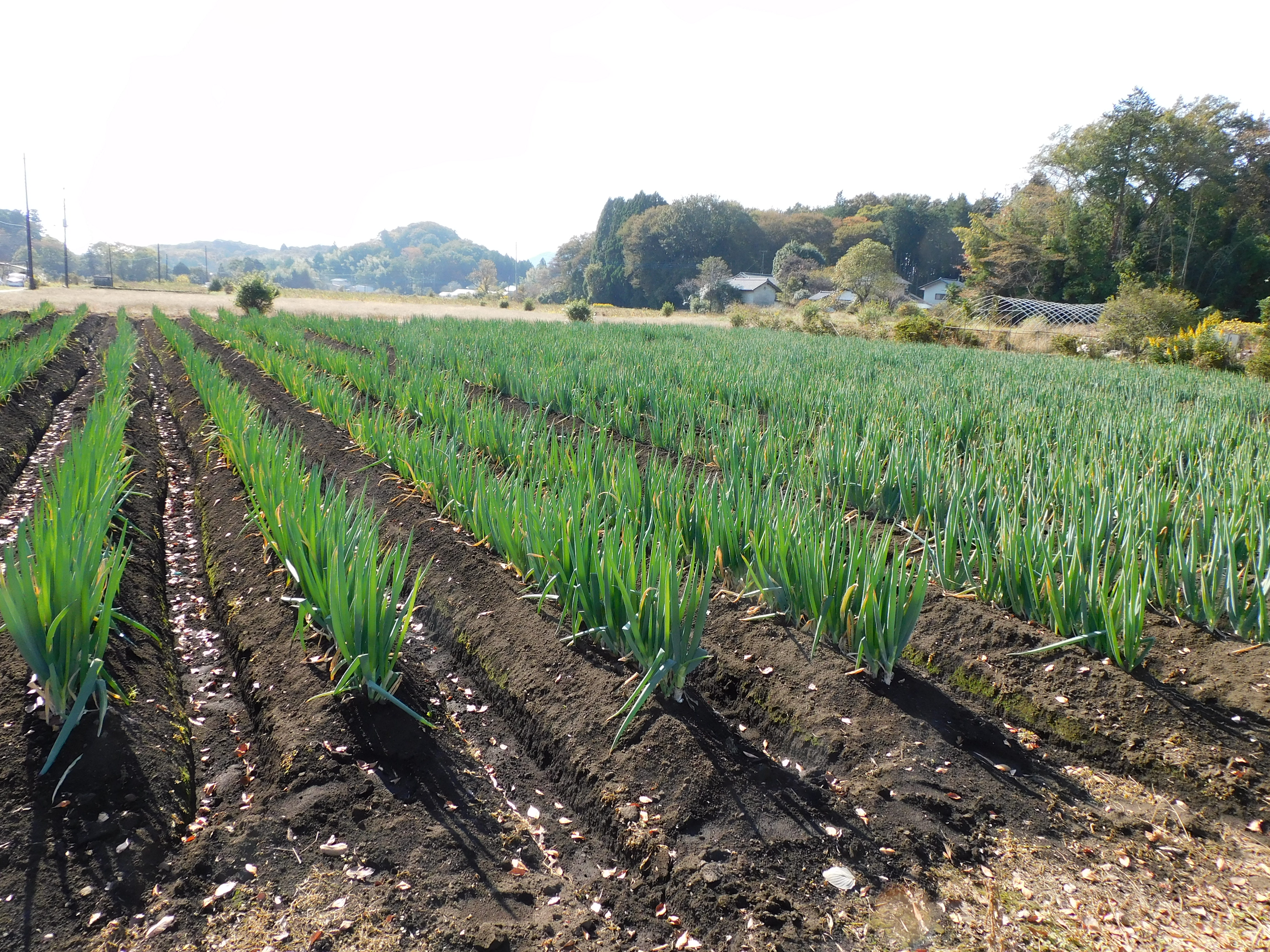
新里ねぎ畑

## 主な施設
新里町甲
- 鶴カントリークラブ

新里町乙
- 栃木県ライフル射撃場
- 栗谷沢ダム

新里町丙
- 道の駅うつのみや ろまんちっく村
  - 天然温泉 湯処あぐり
  - フェアフィールド・バイ・マリオット栃木宇都宮
- ただおみ温泉
- ファミリーマート宇都宮徳次郎店
- 宇都宮農業協同組合北部支店・宇都宮北部営農経済センター

新里町丁
- あおば幼稚園
- 宇都宮市立国本西小学校
- 宇都宮市立国本中学校
- ローソン宇都宮新里町店

## 史跡
高橋館跡
小字 藤本にあるため藤本館跡ともいう。創建年代は不明ながら、永和2年（1376年）の銘が入った層塔が庭にある。高橋家の伝承によれば、高橋氏は三河国を治めた武士（源頼朝の重臣）を遠祖とし、宇都宮貞綱に仕え、宇都宮持綱の代に帰農したという。帰農したとはいえ、主郭と外郭から成る屋敷地は120 - 180 m 四方あり、堀と土塁で囲まれた主郭には2015年（平成27年）時点でも子孫が暮らしている。
大堀館跡
小字 大堀にある半田氏の居館跡。半田家の伝承によれば、半田氏は宇都宮氏の家臣であったとされ、戦国時代に館を築いたという。北側に堀と土塁が残る屋敷地は100 m 四方あり、2015年（平成27年）時点でも子孫が暮らしている。
岩本観音
小字 岩本にある磨崖仏。